# Korsholm (gemeente)
Korsholm (Fins: Mustasaari) is een gemeente in de Finse provincie West-Finland en in de Finse regio Österbotten. De gemeente heeft een landoppervlakte van 849,17 km² en telt 19.662 inwoners (2022).
Mustasaari is een tweetalige gemeente met Zweeds als meerderheidstaal (± 75%) en Fins als minderheidstaal.

## Naam
De oorspronkelijke Finse naam Mustasaari "Zwart Eiland" kan een middeleeuws eiland zijn dat door een wildvuur is verwoest of een eiland dat er donker uitziet als je het vanuit zee nadert. Door post-glacial rebound|isostatic uplift ligt het gebied waarnaar verwezen wordt nu landinwaarts. De parochie wordt in 1348 voor het eerst genoemd als Mustasaari parochie. In het Zweeds ontwikkelde de uitspraak zich tot Mussor, hoewel de vorm Mustasaari in gebruik bleef in de gemeenschap.Mikael Agricola, de grondlegger van het geschreven Fins, spelde het in 1530 als Mustsåår. Olaus Magnus spelde het als Mostesar op zijn kaart uit 1539, Carta Marina, waar het kasteel apart verscheen als Korsholm. In 1606-1611 stond het bekend als Mussar, maar in 1611 werd de stad Vaasa in de parochie gesticht en werd de parochie dus Vaasa genoemd. In 1772 was de naam "stad Vaasa en Mustasaari annex", en in 1807-1867 "parochie van Vaasa en Mustasaari". Sindsdien is Vaasa een zelfstandige parochie. De gemeente kreeg in 1927 in het Zweeds de naam Korsholm, naar het middeleeuwse kasteel Korsholma.

## Geschiedenis
De parochie Mustasaari wordt voor het eerst genoemd in 1348 in een brief van vrijheid van handel uitgegeven door koning Magnus Eriksson.
"Wij Magnus, bij de gratie Gods Koning van Zweden, Noorwegen en Zweden, congorom allom mannom at Uij thenna brefv[is] arom allom, som boo i Nerpis Sochn, Messtasaari Sochn och Pedersöre Sochn, gifvom och unnom af våre särdeles nåd, dat zij zonder berisping en belemmering van hun echtgenoot hun eigen oogst mogen verkopen en kiezen uit alle levensmiddelen, zoals rogge, boter en andere zoetigheden, die zij tot hun voedsel zullen hebben. ..— Magnus Eriksson, Hausen, Medeltidsurkunder I. 544, pag. 212
In de parochie Mustasaari werd aan het eind van de 14e eeuw het kasteel Korsholm gebouwd als voorpost voor de verdediging van het Zweedse koninkrijksgebied in het noordoosten. Korsholm werd het administratieve centrum van het district Korsholm, dat tot 1441 land omvatte aan beide zijden van Kvarken en de Botnische Golf. In het belastingboek van Erik van Pommeren van 1413 werden de parochies Mustasaari, Kyro en Kemi in het huidige Finland en Torneå, Luleå, Piteå, Skellefteå, Lövånger, Bygdeå en Umeå in het huidige Zweden vermeld onder de noemer Korsholm.
Op 2 oktober 1606 werd de stad Vaasa gesticht in het kerkdorp van de parochie, aanvankelijk met de naam Mussar-stad, en in 1611 hernoemd naar de koninklijke dynastie van Vaasa.
De gemeente kreeg haar huidige omvang in 1973 toen vijf kleinere gemeenten - Korsholm, Kvevlax, Replot, Björköby en Solf - werden samengevoegd tot één grote gemeente onder de naam Korsholm. Tegelijkertijd werd het dorp Sundom, dat voorheen deel uitmaakte van de gemeente Solf, een deel van de stad Vaasa. Het wapenschild van de gemeente, met vijf in elkaar verstrengelde gouden banden, symboliseert de fusie.

## Steden
Op 31 december 2019 lagen 13 agglomeraties geheel of gedeeltelijk binnen het gebied van de gemeente Korsholm en bedroeg het agglomeratiepercentage in de gemeente 80,7%.
| Nr | Tätort                            | Folkmängd |
| -- | --------------------------------- | --------- |
| 1  | Vasa centraltätort                | 8.219     |
| 2  | Kvevlax                           | 1.763     |
| 3  | Sundom-Solf                       | 1.512     |
| 4  | Helsingby                         | 876       |
| 5  | Replot                            | 726       |
| 6  | Norra Vallgrund - Södra Vallgrund | 524       |
| 7  | Tölby                             | 498       |
| 8  | Petsmo                            | 461       |
| 9  | Koskö                             | 319       |
| 10 | Björköby                          | 282       |
| 11 | Veikkars                          | 215       |
| 12 | Kuni                              | 206       |
| 13 | Merikaarto                        | 26        |